# Jean-Marie Antoine Élie
Jean-Marie Antoine Elie est un homme politique français né le 4 septembre 1747 à Rennes (Ille-et-Vilaine) et décédé le 26 septembre 1819 dans la même ville.
Avocat à Josselin avant la Révolution, il devient vice-président du district, puis député du Morbihan de 1791 à 1792. Il est ensuite commissaire du directoire exécutif de la municipalité de Josselin, puis commissaire des guerres. Il est juge d'appel à Rennes en 1800 puis conseiller à la cour impériale de Rennes en 1811.

## Sources
- « Jean-Marie Antoine Élie », dans Adolphe Robert et Gaston Cougny, Dictionnaire des parlementaires français, Edgar Bourloton, 1889-1891 [détail de l’édition]
- Sa fiche sur le site de l'Assemblée nationale